# Music Unlimited
Music Unlimited, ehemals Music Unlimited powered by Qriocity, war ein Musik-Streaming-Dienst, welcher von Sony bereitgestellt wurde, und von Omnifone betrieben wurde.
Der Dienst war ein Teil von Sony Entertainment Network (Sony Music) und weitete sich Ende 2010 in den europäischen Raum aus. Mit Januar 2012 hatte der Dienst über eine Million aktive Nutzer und über 15 Millionen Songs. Mit dem Marktstart der PlayStation 4 hatte der Service bereit über 22 Millionen Songs.
Mit der Auflösung von Music Unlimited wurde der Dienst PlayStation Music, welcher in Partnerschaft mit Spotify Anfang 2015 entstand, bereitgestellt, und Music Unlimited wurde darausfolgend mit dem neuen Service am 29. März 2015 ersetzt.
Allen Nutzer, deren Konto am 29. März 2015 noch aktiv waren, erhielten einen zweimonatigen Probezugang mit Spotify Premium.

## Geschichte
Der Musikdienst „Music Unlimited“, startete im Dezember 2010 im vereinigten Königreich als auch in Irland. Anfang Januar 2011 startete der Dienst auch in den USA und anschließend Ende Januar 2011 in Deutschland, Frankreich, Italien und Spanien. In Australien und Neuseeland erschien der Service einen Monat später.
Weltweit fiel der Service im April 2011 mit dem Ausfall des Playstation Networks aus und so nicht mehr nutzbar – Mitte Mai war der Service jedoch wieder nutzbar.
Am 16. Mai 2011 wurde eine Android-App für den Dienst zum kostenlosen Download bereitgestellt.
Im Mai 2013 weitete sich der Dienst auch nach Brasilien aus und unterstützte nun 19 Länder.

### Auflösung
Am 28. Januar 2015 kündigte Sony an, dass mit der Schließung von Music Unlimited am 29. März 2015, Spotify die Grundlage für ihren neuen Musikdienst namens Playstation Music bilden würde.